# Usines Citroën du Quai de Javel
Les usines Citroën à Javel ont marqué l'histoire industrielle de Paris et de la France au XXe siècle. Situées dans le 15e arrondissement, ces usines ont été un symbole d'innovation et de production de masse, contribuant à l'essor de l'automobile moderne. Créées en 1915 par André Citroën, elles ont été à la fois un lieu de production d'obus pendant la Première Guerre mondiale et un des principaux sites de fabrication automobile en Europe jusqu'en 1975.

## Histoire
Les usines Citroën à Javel, situées dans le 15e arrondissement de Paris, ont été créées en 1915 par André Citroën. Initialement destinées à la production d'obus pour soutenir l'effort de guerre pendant la Première Guerre mondiale, elles se reconvertissent après le conflit en ateliers de fabrication automobile.

### Origines et contexte historique
Les usines ont été un lieu emblématique de l’industrie automobile française. Mais leur histoire remonte bien avant l’arrivée d’André Citroën. Au XVIIIe siècle, ce site abritait une manufacture de produits chimiques fondée par le comte d'Artois, futur Charles X. C’est là qu’a été synthétisée pour la première fois l’eau de Javel. Au XIXe siècle, les lieux furent transformés pour accueillir diverses activités industrielles, dont les Aciéries de France.
C’est en 1915 qu’André Citroën acquiert ces terrains pour construire une usine d’obus destinée à soutenir l’effort de guerre. L’industriel, inspiré par le taylorisme et les méthodes de production en chaîne, bâtit alors une infrastructure à la pointe de la modernité.

### Fondation et Première Guerre mondiale (1915-1918)

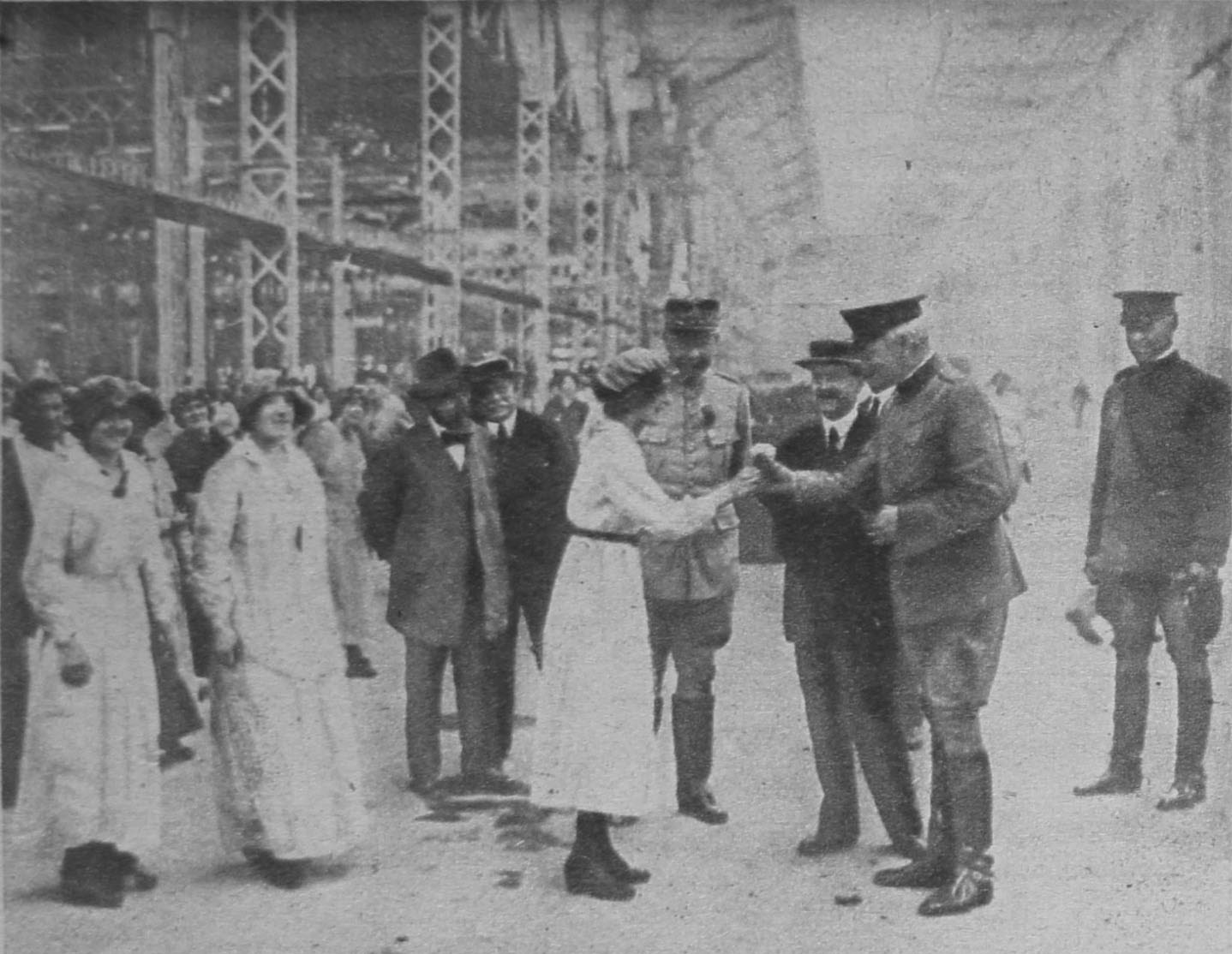
Visite du général Pershing aux usines Citroën.

En pleine Première Guerre mondiale, André Citroën propose à l'État français de construire une usine pour produire des obus en grande série. Cette décision répond au besoin urgent de munitions pour l'armée française. Il rachète les terrains des anciennes Aciéries de France et y implante une usine capable de produire 5 000 obus par jour dès 1915, atteignant une production record de 40 000 unités par jour en 1918. André Citroën s'engage à produire jusqu’à 10 000 obus par jour, spécialisés dans un seul type de munition : les shrapnels de 75 mm. Entre 1915 et 1918, les usines livrent 23 millions de projectiles aux armées françaises et alliées. Ces usines emploient majoritairement des femmes, surnommées « munitionnettes », qui travaillent dans des conditions difficiles mais bénéficient d'infrastructures novatrices comme des garderies et des cantines,,,.

### Transition vers l'automobile (1919-1928)

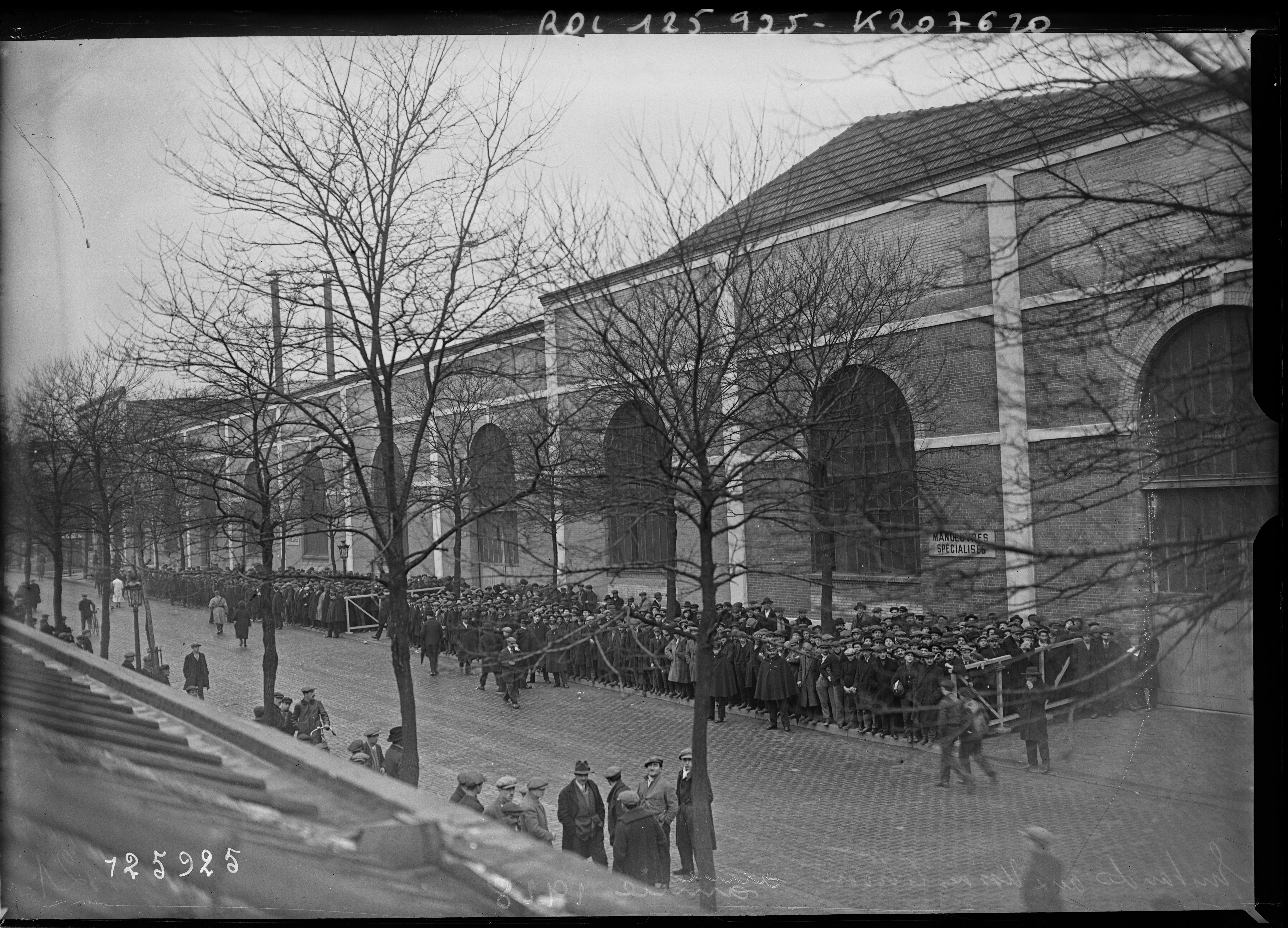
Embauche aux usines Citroën (1928).

Dès 1917, André Citroën anticipe la fin du conflit et charge son collaborateur Jules Salomon de concevoir une voiture accessible au grand public. Citroën se reconvertit dans l'automobile, un domaine qu'André Citroën connaît bien pour avoir travaillé chez Mors avant la guerre. En 1919, il lance la Citroën Type A, première voiture française produite en grande série, inspirée du taylorisme pour rationaliser la production et propose des prix attractifs, permettant à l’entreprise de devenir rapidement un leader européen. Les chaînes de montage permettent une production efficace et abordable, faisant de Citroën le premier constructeur automobile européen dans les années 1920. L'usine de Javel s'étend sur 130 000 m2 et emploie près de 30 000 personnes en 1928, dont 6 000 femmes,,,.

### Modernisation et expansion (1930-1939)
En 1933, André Citroën entreprend de moderniser l'usine de Javel. Celle-ci est entièrement démolie puis reconstruite en un temps record. Les nouvelles installations, ultra-modernes, comprennent des sous-sols pour stocker 1 200 véhicules, des vestiaires agrandis, ainsi que des infrastructures pour les ouvriers, telles que des douches et des espaces de loisirs. Les années 1930 marquent une période d’innovations avec la création de la Traction Avant, une voiture révolutionnaire dotée d’un châssis monocoque et d’une transmission avant.Cependant, ces investissements massifs pèsent lourdement sur les finances de l'entreprise, qui est finalement reprise par Michelin en 1935, peu avant la mort d'André Citroën,,,.
Malgré les aléas, les usines poursuivent leur production pendant la Seconde Guerre mondiale, bien que ralentie par les bombardements. La modernisation de l’après-guerre permet la fabrication de modèles iconiques tels que la 2 CV (1948) et la DS (1955).

## Production emblématique
Les usines de Javel ont produit des modèles emblématiques tels que :
- La Citroën Type A (1919) : première voiture française fabriquée en série.
- La Traction Avant (1934) : première voiture à traction avant en grande série, révolutionnaire pour son époque.
- La 2 CV (1948) : symbole de l'automobile populaire.
- La DS (1955) : véhicule iconique, reconnu pour son design et ses innovations technologiques[2]

## Déclin et fermeture

### Délocalisation de la production
Dans les années 1970, l'usine souffre d'un manque d'espace et d'infrastructures adaptées aux nouvelles méthodes de production. Citroën commence à délocaliser sa production vers des sites en province, notamment à Aulnay-sous-Bois. La dernière voiture fabriquée à Javel, une DS, sort des chaînes en 1975. En 1982, l'usine ferme définitivement ses portes avec le déménagement de son siège social,,,.

### Reconversion du site
Après la fermeture, les 22 hectares du site sont acquis par l'État. Les usines sont démolies entre 1976 et 1984 pour laisser place à un programme immobilier et au parc André Citroën, inauguré en 1992. Ce parc de 13 hectares, conçu par les paysagistes Gilles Clément et Allain Provost, ainsi que les architectes Patrick Berger et Jean-Paul Viguier, est aujourd'hui un espace vert emblématique de Paris,,,.

## Héritage
Les usines Citroën à Javel ont profondément marqué le 15e arrondissement de Paris. Plusieurs lieux portent encore la mémoire de cet héritage industriel, comme le parc André-Citroën, la station de métro Javel-André Citroën, ou le collège André Citroën. Un buste du fondateur se trouve également dans le parc, accompagné d'un panneau retraçant l'histoire du site, honorant notamment la mémoire des « munitionnettes »,,,.
Avec plus de 3,22 millions de véhicules produits à Javel, ce site incarne un pan majeur de l’histoire industrielle et sociale de la France.

## Anecdotes
- En 1925, Citroën utilise la tour Eiffel comme support publicitaire, en y inscrivant son nom en lettres lumineuses.
- Pendant la Seconde Guerre mondiale, l'usine est bombardée à trois reprises, perturbant fortement la production[4].